# CivCity: Rome
CivCity: Rome este un joc video de strategie de construit orașe produs de Firefly Studios și Firaxis. Conține elemente din două serii de jocuri foarte cunoscute, Caesar (în principal) și Civilization.

## Gameplay
Jucătorul gestionează diverse orașe ale Imperiului Roman prin plasarea strategică a clădirilor asigurându-vă că fiecare cartier are acces la toate produsele de care are nevoie, aceasta fiind provocarea principală.

## Recenzii
Jocul a primit aprecieri medii, fiind criticat mai ales gameplay-ul considerat monoton, jocul având și erori grafice. CivCity: Rome a primit un scor total de 67 pe Metacritic.